# Via Pistoiese
Via Pistoiese è una delle arterie più lunghe del comune di Firenze e ne attraversa alcuni sobborghi della periferia occidentale: Peretola, Petriolo, Quaracchi, Le Piagge e Brozzi.

## Storia
L'attuale via Pistoiese nacque dopo la prima guerra mondiale su un tracciato vecchio di secoli ma mai sfruttato pienamente, come nuova arteria più larga e comoda che permettesse di evitare il passaggio per la vecchia strada granducale pistoiese, corrispondente alle attuali via di Brozzi e via di Peretola, col proseguimento lungo l'Osmannoro e Campi Bisenzio.
La via Pistoiese era originariamente classificata come strada statale. Successivamente è stata dismessa dall'ANAS. I tratti urbani sono di competenza dei comuni di Firenze (intero tratto), Sesto Fiorentino, Campi Bisenzio e altri. I tratti extraurbani sono invece di competenza della Città metropolitana di Firenze, della Provincia di Prato e della Provincia di Pistoia.

## Descrizione
Il suo inizio si trova nella località "Il Bivio", dove essa si divide da via Francesco Baracca e prosegue fino al confine comunale con Campi Bisenzio, dove all'inizio dell'abitato di San Donnino si biforca in una piccola variante che permette di evitare il centro storico della frazione campigiana.
Al "Bivio" si trova, in un giardinetto, un tabernacolo con un dipinto della scuola del Ghirlandaio, staccato dalla vicina fattoria Orsini.